# Bisdom Pasig
Het bisdom Pasig (Latijn: Dioecesis Pasigina) is een rooms-katholiek bisdom met als zetel Pasig, op de Filipijnen. Het bisdom is suffragaan aan het aartsbisdom Manilla. 

## Geschiedenis
Het bisdom werd opgericht op 28 juni 2003, uit delen van het aartsbisdom Manilla. 

## Parochies
Het bisdom had in 2021 een oppervlakte van 78 km2 en telde 1.915.892 inwoners waarvan 83,4% rooms-katholiek was.

## Bisschoppen
- Francisco Capiral San Diego (28 juni 2003 - 21 december 2010)
- Mylo Hubert Claudio Vergara (20 april 2011 - heden)

## Galerij van afbeeldingen

Wapen van het bisdom
Bisschop Francisco Capiral San Diego (2003-2010), de eerste bisschop

Manilla (aartsbisdom) · Antipolo · Cubao · Imus · Kalookan · Malolos · Novaliches · Parañaque · Pasig · San Pablo